# El Aguacate, Juchitán
El Aguacate är en ort i Mexiko.   Den ligger i kommunen Juchitán och delstaten Guerrero, i den södra delen av landet, 300 km söder om huvudstaden Mexico City. El Aguacate ligger 182 meter över havet och antalet invånare är 316.
Terrängen runt El Aguacate är varierad. Runt El Aguacate är det ganska glesbefolkat, med 29 invånare per kvadratkilometer. Närmaste större samhälle är San Luis Acatlán, 18,9 km norr om El Aguacate. Omgivningarna runt El Aguacate är en mosaik av jordbruksmark och naturlig växtlighet.